# Aspalathus cephalotes
Aspalathus cephalotes är en ärtväxtart som beskrevs av Carl Peter Thunberg. Aspalathus cephalotes ingår i släktet Aspalathus och familjen ärtväxter.

## Underarter
Arten delas in i följande underarter:
- A. c. cephalotes
- A. c. obscuriflora
- A. c. violacea